# Weneriusz z Mediolanu
Weneriusz z Mediolanu, wł. Venerio di Milano (ur. ?, zm. 409) – biskup Mediolanu, święty Kościoła katolickiego.
Był uczniem św. Ambrożego i biskupem Mediolanu w latach 400-408. Realizując polecenie synodu w Kartaginie wysłał w 401 roku podległych mu duchownych do Afryki w celu wspomożenia miejscowego kleru.
Występował w obronie wygnanego św. Jana Chryzostoma i sprzeciwiał się poglądom głoszonym przez Wigilancjusza.
Jego wspomnienie liturgiczne obchodzone jest 6 maja.